# Arechane
Arechane (Aratxâne, Arachane), pleme američkih Indijanaca porodice tupian, uže skupine Guarani, naseljeno u povijesno vrijeme na jugu Brazila u državi Rio Grande do Sul na rijeci Gauíba i zapadnom dijelu lagune dos Patos. Po nekima, živjeli su i u susjednom Urugvaju na području današnjih departmana Maldonado, Lavalleja, Rocha, Cerro Largo i Treinta y Tres. Bili su u ratovima s Charruama.  